# Polyptychia
Polyptychia là một chi bướm đêm thuộc họ Notodontidae. Chi này gồm các loài sau:
- - Polyptychia fasciculosa C. Felder & R. Felder, 1874
  - Polyptychia hermieri J.S. Miller, 2009